# Đoan Bái
Đoan Bái là một xã thuộc huyện Hiệp Hòa, tỉnh Bắc Giang, Việt Nam.

## Địa lý
Xã Đoan Bái có diện tích 11,63 km², dân số năm 2023 là 16.773 người, mật độ dân số đạt 1.442 người/km²

## Hành chính
Xã Đoan Bái được chia thành 11 thôn: An Hòa, An Lập, Bái Thượng, Cầu, Đông, Giữa, Khánh Vân, Phú Thuận, Sau, Tam Đồng, Tân Sơn.

## Lịch sử
Tháng 6 năm 1945, chia xã Đoan Bái thành 3 xã: Bái Thượng, Đoan Bái, Đặng Ngoại.
Tháng 7 năm 1946 thành lập xã Trần Phú trên cơ sở 3 xã: Bái Thượng, Đoan Bái, Đặng Ngoại.

## Văn hóa

### Đình Đoan Bái
Đình làng Đoan Bái là di tích lịch sử lâu đời trên địa bàn xã Đoan Bái, huyện Hiệp Hòa. Theo thần tích do Nguyễn Bính soạn năm 1572 còn lưu giữ tại Viện Hán Nôm Việt Nam, Đình Đoan Bái thờ Cương Nghị Đại Vương và Diên Bình Đào Yêu Công Chúa, triều Đinh Tiên Hoàng.
Cương Nghị Đại Vương tên húy là Lý Cương Nghĩa, cùng với phu nhân Diên Bình Đào Yêu Công Chúa tên húy Đào Diên Bình, được sắc phong Đào Thiên Nương có công giúp Đinh Tiên Hoàng đế đánh dẹp 12 sứ quân, lập ra nhà nước Đại Cồ Việt trong lịch sử Việt Nam.